# Antje Weithaas
Antje Weithaas (1966) is een Duitse violiste. Ze werkt als professor, speelde met kamerorkest Camerata Bern en is lid van het Arcanto Quartett.

## Biografie
Weithaas werd geboren in Guben, in Oost-Duitsland, en begon op haar vierde viool te spelen. Toen ze zeventien was, ging ze aan de Hochschule für Musik "Hanns Eisler" in Berlijn studeren. Op haar vierentwintigste kreeg ze haar diploma. In 1987 won ze de Frits Kreisler wedstrijd in Graz. In 1988 volgde een overwinning aan het Internationaler Johann-Sebastian-Bach-Wettbewerb in Leipzig en in 1991 aan de International Joseph Joachim Violin Competition in Hannover. 
Sindsdien speelde Weithaas met het Deutsches Symphonie-Orchester Berlin, Bamberger Symphoniker, Los Angeles Philharmonic, San Francisco Symphony, Philharmonia Orchestra, BBC Symphony Orchestra en met dirigenten als Vladimir Ashkenazy, Neville Marriner, Marc Albrecht, Yakov Kreizberg, Sakari Oramo en Carlos Kalmar.
Als kamermuzikante speelde ze onder meer met cellist Clemens Hagen, klarinettiste Sharon Kam, violist Christian Tetzlaff, celliste Tanja Tetzlaff, pianist Lars Vogt, celliste Marie-Elisabeth Hecker en pianist Martin Helmchen. Samen met pianiste Silke Avenhaus en hoornspeelster Marie-Luise Neunecker trad ze geregeld op als trio.
Weithaas speelde sinds 2002 regelmatig met violist Daniel Sepec, cellist Jean-Guihen Queyras en altvioliste Tabea Zimmermann. Na een tijd noemden ze zichzelf het Arcanto Quartett en in 2004 debuteerden ze onder die naam in Stuttgart. In The Guardian werden ze "vier buitengewoon eminente solisten" genoemd, die het als kwartet verdienen om "dezelfde aandacht te krijgen als het Emerson String Quartet of het Kronos Quartet." Met dit kwartet speelde Weithaas in de Handelsbeurs in Gent, in deSingel in Antwerpen, in Concertgebouw Brugge, in Bozar in Brussel, in Concertgebouw Amsterdam en TivoliVredenburg Utrecht. Ze tourden ook in Japan, Israël en de Verenigde Staten.
Ze was gedurende tien jaar artistiek leider van Camerata Bern, een Zwitsers kamerorkest dat doorgaans werkt zonder dirigent. Hiermee speelde ze tussen 2012 en 2019 viermaal in deSingel. Ze nam ook twee cd's op met het orkest: Violin Concerto • String Quintet Op. 111 van Brahms in 2015 en Violin Concerto, String Quartet No. 3 van Tsjaikovsky in 2018. 
Weithaas werkte eerst aan de Universität der Künste Berlin en is sinds 2004 professor viool aan de Hochschule für Musik "Hanns Eisler". Sinds 2017 geeft ze ook les aan de Kronberg Academy. In 2019 werd ze artistiek directeur van het International Joseph Joachim Violin Competition in Hannover.
Weithaas bespeelt een viool van Stefan-Peter Greiner uit 2001; een relatief modern instrument. In een interview in januari 2021 zei ze daarover: "Sommige violisten willen alleen oude instrumenten bespelen, maar ik wilde gewoon een goed instrument. ... In vergelijking met de oude Italiaanse viool die ik vroeger bespeelde, heeft mijn Greiner een ongelooflijk aanpassingsvermogen en meer mogelijkheden voor contrast en dynamiek."

## Onderscheidingen
- 1987 - Fritz Kreisler Wettbewerb, Graz.[18]
- 1988 - Bach Wettbewerb, Leipzig.[19]
- 1991 - Joseph Joachim International Violin Competition, Hannover.[20]